# 陳其銓
陳其銓（1917年—2003年），號奇川，臺灣當代書法藝術家。書法風格古樸雅致，以自創的「綜體書」聞名，1980年創立「弘道書藝會」，致力於弘揚書法。

## 生平
1917年出生於廣東豐順。從小學習書法，曾跟隨潮州儒士郭照庭學習歐陽詢楷書，18歲時受到韓山師範學院詹安泰、王顯昭先生的影響，開啟書法創作的契機，其後廣泛學習篆、隸、行、草、魏碑等歷代碑帖，並研習商周甲骨文。70歲後自創融合篆、隸、楷、行、草書的「綜體書」。
早年因為中日戰爭選擇從軍，曾經擔任海軍上校、軍總司令部秘書，1958年轉任新聞處，歷任新聞處主任秘書、省府專門委員，總統府參議等職。任職公職期間仍繼續書法創作，1962年組織「臺灣省政府同仁書法研究會」指導同仁書法。1963年與馬紹文、高拜石、尤光先、謝宗安等人組成「八籌書會」。1980年創立「弘道書藝會」(今中華弘道書學會)，以發揚書法藝術、培育書法人才為宗旨。除了書法創作與教育外，曾前往波蘭華沙大學、北京大學、汕頭大學等地演講，推廣書法。陳其銓曾擔任中國書法學會理事長、東海大學書法教授、省展書法部評審委員。寫作《中國字體源流》、《中國書法概要》、《中國的書法》等書籍。2003年逝世於臺灣臺中，由家屬將畢生作品中的450件贈與國立中興大學藝術中心，並設立「陳其銓書道紀念室」，永久珍藏與展示陳其銓作品。 

## 書法風格
陳其銓的書法創作涵蓋各類書體，整體風格樸素典雅。甲骨文、金文用筆強勁有力，甲骨文大多創作成對聯形式，金文則以小型作品為主，常搭配簡單精鍊的題跋。隸書風格出自《禮器碑》，融合《乙瑛碑》與《史晨碑》的厚實，加上個人特有的顫抖運筆而成。行書效法王羲之、王獻之的華麗流暢書寫，晚年則轉變為具有北魏碑體的樸素樣貌。70歲後因為熟悉各家書體，進而融合篆、隸、草、楷、行書，獨創「綜體書」，強調字體間的協調。
陳其銓指出書法以線條為主體，雖然沒有固定的形象，但還是有一定原則，就是「章法統一、風格協調、保持重心」，只要掌握上述的原則，就能在固定字體中揮灑、創新。而書法最可貴的不是出眾的技巧，而是藉由書法表現出藝術家的學識和品格。

## 主要著作
陳其銓的主要著作包含：
- 中國字體源流 1957 香港：人文藝苑
- 中國書法槪要 1969 臺北市：中國美術出版社
- 中國的書法 1974 臺中市: 臺灣省政府新聞處